# Janusz Bek
Janusz Bek (ur. 9 czerwca 1947) – polski ekonomista i wykładowca akademicki, rektor Wyższej Szkoły Ekonomicznej w Stalowej Woli.

## Życiorys
Ukończył I Liceum Ogólnokształcące im. Mikołaja Kopernika w Krośnie. W 1972 r. ukończył studia w Akademii Górniczo-Hutniczej im. St. Staszica w Krakowie, a w 1979 studia doktoranckie w Akademii Nauk Społecznych w Moskwie. Był ekspertem w Wydziale Współpracy z Zagranicą Sekretariatu RWPG w Moskwie (1985–1990). Pracował jako specjalista, starszy rzeczoznawca i dyrektor Przedstawicielstwa Elektrim S.A. w Kazachstanie. W 1997 roku został docentem w WSE w Stalowej Woli (d. w Nisku). Organizator wielu konferencji naukowych poświęconych problematyce polityki regionalnej, współpracy przygranicznej z Ukrainą i Słowacją i integracji europejskiej. Autor wielu opracowań i artykułów z tego zakresu. 
W 2004 r. odznaczony Złotym Krzyżem Zasługi.
W latach 2009-2012 pełnił funkcję rektora WSE w Stalowej Woli.